# Liana (trepadora)

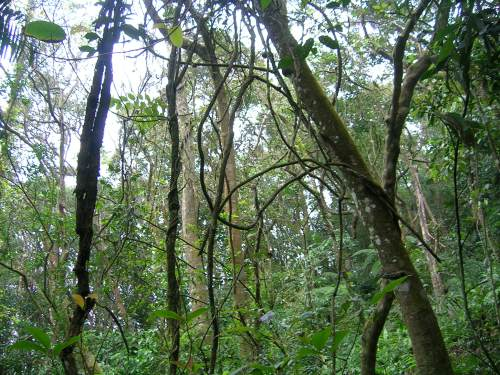
Lianas enredadas en los bosques de las montañas Ghats occidentales, en Kerala, India.

Las lianas, cipós y trepadoras pertenecen a un grupo de plantas que germinan en el suelo, se mantienen enraizadas durante toda su vida y necesitan de un soporte para mantenerse erectas y creciendo en dirección a la luz abundante, disponible sobre el dosel arbóreo de los bosques. Las trepadoras pueden ser herbáceas o leñosas.

## Etimología
«Liana» proviene del francés liane. «Cipó» proviene del tupí ïsï 'pó. «Trepadora» deriva del verbo «trepar».

## Descripción
Hay varios métodos que las lianas utilizan para escalar superficies. Pueden ser volúbles, cuando su forma se amolda a una superficie, enrollándose e impregnándose en ella, por medio de zarcillos, raíces grampiformes (cuya única función es prender el tallo sobre una superficie vertical), o son lianas facultativas (arbustos con ramas largas o espinas, hierbas rastreras, que al contacto con una estructura vertical, apoyan sus ramas y se desarrollan verticalmente).

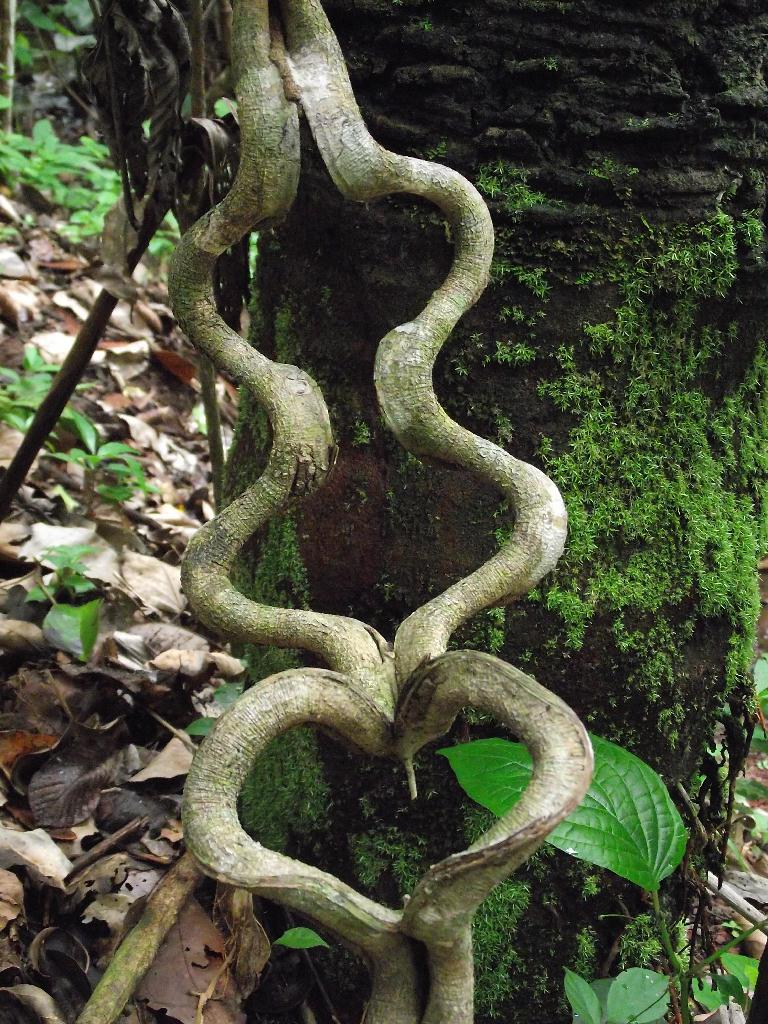
Cipó en Brasil.

Son muy comunes y algunos frutos y legumbres se originan de este tipo de plantas: uva, maracuyá, kiwi y chayote. También algunas plantas ornamentales como el jazmín, la clematis, ciertas variedades de rosas y filodendros son trepadoras.
Los primeros estudios científicos sobre ese tipo de plantas fueron hechos por Charles Darwin (1867) y otros biólogos del siglo XIX.

## Evolución, diversidad y distribución
Existen trepadoras entre las pteridófitas, gimnospermas y las angiospermas. También hay plantas trepadoras entre varias especies de palmeras (por ejemplo: Desmoncus) y otras monocotiledóneas. Entre las dicotiledóneas existen ejemplos en Bignoniaceae (ej: Pyrostegia), Vitaceae (de la familia de la uva), Leguminosa (por ej: Mucuna, Vigna unguiculata), Menispermaceae y Hippocrateaceae (celastraceae según apg). Otros géneros incluyen especies de trepadoras, arbustos y árboles (ejemplo: Bauhinia) o pueden crecer como trepadoras cuando se desarrollan en forma apiñada, transformándose en arbustos o árboles cuando poseen un apoyo (soporte mecánico). Es el caso del género Banisteriopsis al que pertenece el cipó caapi, con el que se hace la bebida ayahuasca), que posee especies que asumen tanto el hábito trepador como el arbustivo (sin la necesidad de soporte). Las trepadoras se encuentran desde bosques tropicales a las zonas polares de ambos hemisferios y los desiertos. Pero su mayor biodiversidad se encuentra en las selvas tropicales.

## Hábitat
Las lianas compiten intensamente con los árboles, reduciendo en gran medida su crecimiento y la reproducción de los árboles, impidiendo que las plántulas de árboles se establezcan, alterando el curso de la regeneración en los bosques, y, en última instancia, afectando a las tasas de crecimiento de las poblaciones de árboles. Las lianas también proporcionan rutas de acceso en el dosel del bosque  para muchos animales arborícolas, incluyendo hormigas y muchos otros invertebrados, lagartos, roedores, perezosos, monos y lémures. Por ejemplo, en los bosques tropicales orientales de Madagascar, muchos lémures consiguen una mayor movilidad gracias a la red de lianas que se extiende entre las especies de árboles verticales. Muchos lémures prefieren los árboles con lianas para sus dormideros. Las lianas también sirven de apoyo a los árboles cuando soplan fuertes vientos. Sin embargo, pueden ser destructivas en el sentido de que cuando un árbol cae, las conexiones realizadas por las lianas pueden provocar la caída de muchos otros árboles.
Como señaló Charles Darwin, debido a que las lianas se apoyan en otras plantas, pueden conservar los recursos que otras plantas deben destinar al desarrollo de la estructura y utilizarlos en su lugar para el crecimiento y la reproducción. En general, las lianas son perjudiciales para los árboles que las sustentan. Las tasas de crecimiento son menores para los árboles con lianas; dañan directamente a los huéspedes por abrasión mecánica y estrangulamiento, hacen que los huéspedes sean más susceptibles a los daños causados por el hielo y el viento, y aumentan la probabilidad de que el árbol huésped se caiga. Las lianas también hacen que las copas de los árboles sean más accesibles para los animales que se alimentan de hojas. Debido a estos efectos negativos, los árboles que permanecen libres de lianas tienen una ventaja; algunas especies han desarrollado características que les ayudan a evitar o desprenderse de las lianas.

## Usos de las lianas
En los cómics y el cine, la enredadera se ha popularizado como el vehículo más querido de Tarzán. Los grandes simios como el chimpancé o el orangután la utilizan como escalera para llegar a las copas de los árboles, o consumir ciertas partes de ella. Pero también sirvieron como asamblea en los siglos XVI y XVII. Y se puede utilizar para múltiples propósitos.

### Uso decorativo
Algunas lianas se utilizan en parques y jardines e incluso en casas (glicina, hiedra, enredadera de Virginia).

### Cuerda y material de construcción
Algunas lianas se usan para hacer cuerdas, que se pueden usar para construir puentes colgantes.
El ratán es una especie de palma liana utilizada por el pueblo hoti para fabricar muebles.
Existe una actividad tradicional en Vanuatu, donde un rito de iniciación consiste en saltar 25 metros mientras se frena con la ayuda de una simple enredadera. Son en particular los Saa quienes practican este ritual que evoca el "puenting".
La máscara Bodi está hecha con rafia y " musètè ", una enredadera que crece en el bosque primario.

### Comida y bebida
Cultura de Dioscorea opposita en Japón.
Algunas lianas con tubérculos (en África) son comestibles por humanos y otros primates (que ayudan a esparcir sus semillas) 5 .
La vid Vitis vinifera es una liana, cuyas uvas se han utilizado para hacer vino desde la antigüedad.
Varias lianas contienen agua que se puede beber en el bosque, o sustancias que se usan como medicina, o toxinas que se usan para pescar en el Amazonas.
Comida
El lúpulo es una vid muy conocida por los amantes de la cerveza, pero que también tiene propiedades medicinales. La vainilla que da sabor a los pasteles proviene de una vid, particularmente cultivada en Madagascar. Finalmente, el árbol de la pimienta larga es otra especie rastrera que produce una pimienta que crece en las estribaciones del Himalaya indio.

### Medicina
El curare es una sustancia extraída de ciertas vides amazónicas, en particular Chondodendron tomentosum, que provoca parálisis muscular.
Otra especie estudiada es Banisteriopsis caapi , un componente principal de la cual entra en la composición de la ayahuasca. Los principios activos alucinógenos son alcaloides presentes en la corteza. Se han aislado unas diez y las tres principales son harmina, harmalina y d-tetrahidroharmina .
Uncaria tomentosa, conocida como la "enredadera peruana", está gozando de una renovada atención por sus propiedades medicinales.

#### Propiedades farmacológicas del curare

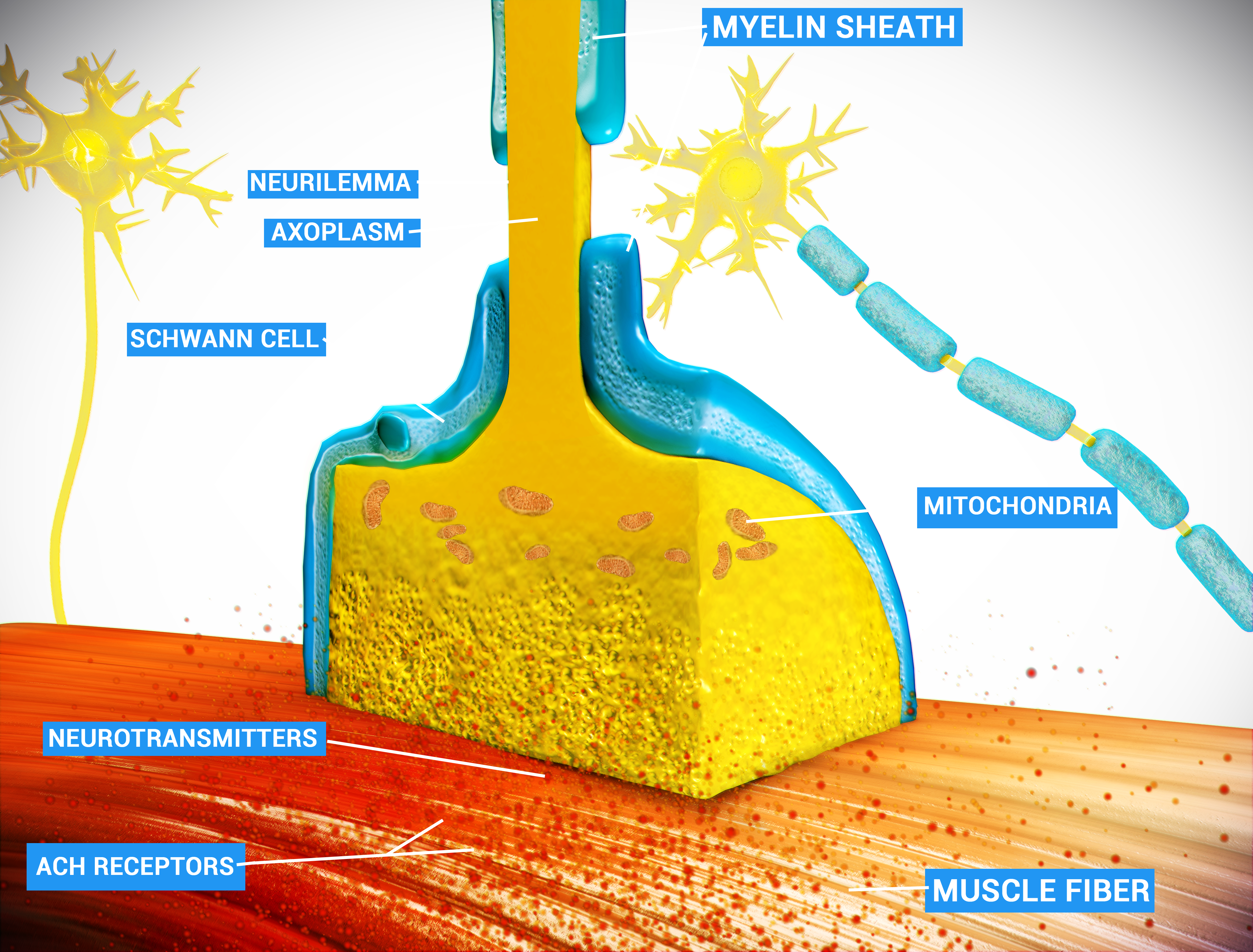
Una unión neuromuscular. El curare bloquea los receptores de ACh (abajo a la izquierda)

El curare es un ejemplo de relajante muscular no despolarizante que bloquea el receptor nicotínico de acetilcolina (nAChR), uno de los dos tipos de receptores, en la unión neuromuscular. La principal toxina del curare, la d-tubocurarina, ocupa la misma posición en el receptor que la ACh con una afinidad igual o mayor, y no provoca ninguna respuesta, por lo que es un antagonista competitivo. El antídoto para la intoxicación por curare es un inhibidor de la acetilcolinesterasa (AChE) (anticolinesterasa), como la fisostigmina o la neostigmina. Al bloquear la degradación de la ACh, los inhibidores de la AChE aumentan la cantidad de ACh en la unión neuromuscular; la ACh acumulada corregirá entonces el efecto del curare activando los receptores no bloqueados por la toxina a un ritmo mayor.
El tiempo de aparición varía desde un minuto (para la tubocurarina en administración intravenosa, que penetra en una vena mayor), hasta entre 15 y 25 minutos (para la administración intramuscular, en la que la sustancia se aplica en el tejido muscular).
Es inofensivo si se toma por vía oral porque los compuestos del curare son demasiado grandes y están demasiado cargados para atravesar el revestimiento del tracto digestivo y ser absorbidos por la sangre. Por esta razón, la gente puede comer con seguridad presas envenenadas con curare, y no tiene ningún efecto sobre su sabor.
Anestesia
Los intentos aislados de utilizar curare durante la anestesia se remontan a 1912 por Arthur Lawen de Leipzig, pero el curare llegó a la anestesia a través de la psiquiatría (electroplexia). En 1939 Abram Elting Bennett lo utilizó para modificar la terapia convulsiva inducida por metrazol. Los relajantes musculares se utilizan en la anestesia moderna por muchas razones, como proporcionar unas condiciones operativas óptimas y facilitar la intubación de la tráquea. Antes de los relajantes musculares, los anestesistas necesitaban utilizar dosis mayores del agente anestésico, como el éter, el cloroformo o el ciclopropano para lograr estos objetivos. Una anestesia tan profunda entrañaba el riesgo de matar a los pacientes de edad avanzada o con afecciones cardíacas.
El origen del curare en el Amazonas fue investigado por primera vez por Richard Evans Schultes en 1941. Desde los años 30, se utilizaba en los hospitales como relajante muscular. Descubrió que los diferentes tipos de curare requerían hasta 15 ingredientes, y con el tiempo ayudó a identificar más de 70 especies que producían la droga.
En la década de 1940, se utilizó en algunas ocasiones durante la cirugía, ya que se pensó erróneamente que era un analgésico o anestésico. Los pacientes afirmaron sentir toda la intensidad del dolor, aunque no podían hacer nada al respecto, ya que estaban esencialmente paralizados.
El 23 de enero de 1942, Harold Griffith y Enid Johnson administraron un preparado sintético de curare (Intercostrin/Intocostrin) a un paciente sometido a una apendicectomía (para complementar la anestesia convencional). Los derivados del curare más seguros, como el rocuronio y el pancuronio, han sustituido a la d-tubocurarina para la anestesia durante la cirugía. Cuando se utiliza con halotano la d-tubocurarina puede causar una profunda caída de la presión arterial en algunos pacientes, ya que ambos fármacos son bloqueadores ganglionares. Sin embargo, es más seguro utilizar la d-tubocurarina con ether.
En 1954, se publicó un artículo de Beecher y Todd que sugería que el uso de relajantes musculares (fármacos similares al curare) aumentaba la muerte debida a la anestesia casi seis veces. Esto fue refutado en 1956.
Los anestesistas modernos tienen a su disposición una variedad de relajantes musculares para su uso en la anestesia. La capacidad de producir relajación muscular con independencia de la sedación ha permitido a los anestesistas ajustar los dos efectos de forma independiente y sobre la marcha para garantizar que sus pacientes estén inconscientes de forma segura y suficientemente relajados para permitir la cirugía. El uso de fármacos bloqueantes neuromusculares conlleva el riesgo de conciencia anestésica.

### Pesca
La vid hali hali se utiliza para la pesca de nvea en el Amazonas.

## Ejemplos
Algunas familias y géneros que contienen especies de liana son:
- Gnetophyta
  - Gnetum
- Acanthaceae
  - Mendoncia
  - Thunbergia, tales como T. grandiflora y T. mysorensis
- Anacardiaceae
  - Attilaea
  - Rhus
  - Toxicodendron
- Ancistrocladaceae
  - Ancistrocladus
- Annonaceae
  - Artabotrys
  - Fissistigma
  - Uvaria
- Apocynaceae
  - Odontadenia
  - Stephanotis
  - Strophanthus, por ejemplo S. sarmentosus
- Arecaceae
  - Calamus
  - Daemonorops
- Araceae
  - Pothos, por ejemplo P. lancifolius
- Aristolochiaceae
  - Aristolochia
- Bignoniaceae
  - Anemopaegma
  - Pyrostegia
- Capparaceae
  - Capparis
- Connaraceae
  - Connarus
- Dilleniaceae
  - Doliocarpus[22]
- Dioscoreaceae
  - Dioscorea, por ejemplo D. sylvatica
- Fabaceae
  - some Acacia, por ejemplo A. concinna
  - Callerya megasperma
  - Dalbergia armata
  - Derris
  - Entada
  - Hultholia mimosoides
  - Machaerium
  - Mezoneuron
  - Mucuna, por ejemplo M. bennettii
  - Pterolobium
  - Lasiobema
  - Strongylodon, por ejemplo S. macrobotrys
  - Wisteria
- Flagellariaceae
  - Flagellaria indica
- Loganiaceae
  - Strychnos, por ejemplo S. axillaris
- Nepenthaceae
  - Nepenthes
- Nyctaginaceae
  - Bougainvillea
- Oleaceae
  - Jasminum
- Polygalaceae
  - Moutabea, por ejemplo M. Aculeata
- Rosaceae
  - Rosa banksiae
- Sapindaceae
  - Paullinia
- Rhamnaceae
  - Ventilago
  - Ziziphus
- Rubiaceae
  - Uncaria
- Rutaceae
  - Zanthoxylum asiaticum
- Schlegeliaceae
  - Schlegelia
- Smilacaceae
  - Smilax
- Verbenaceae
  - Petrea, por ejemplo P. volubilis
- Vitaceae
  - Ampelopsis
  - Cissus, por ejemplo C. hypoglauca
  - Parthenocissus
  - Tetrastigma
  - Vitis